# Frankrijk op het Eurovisiesongfestival 2007

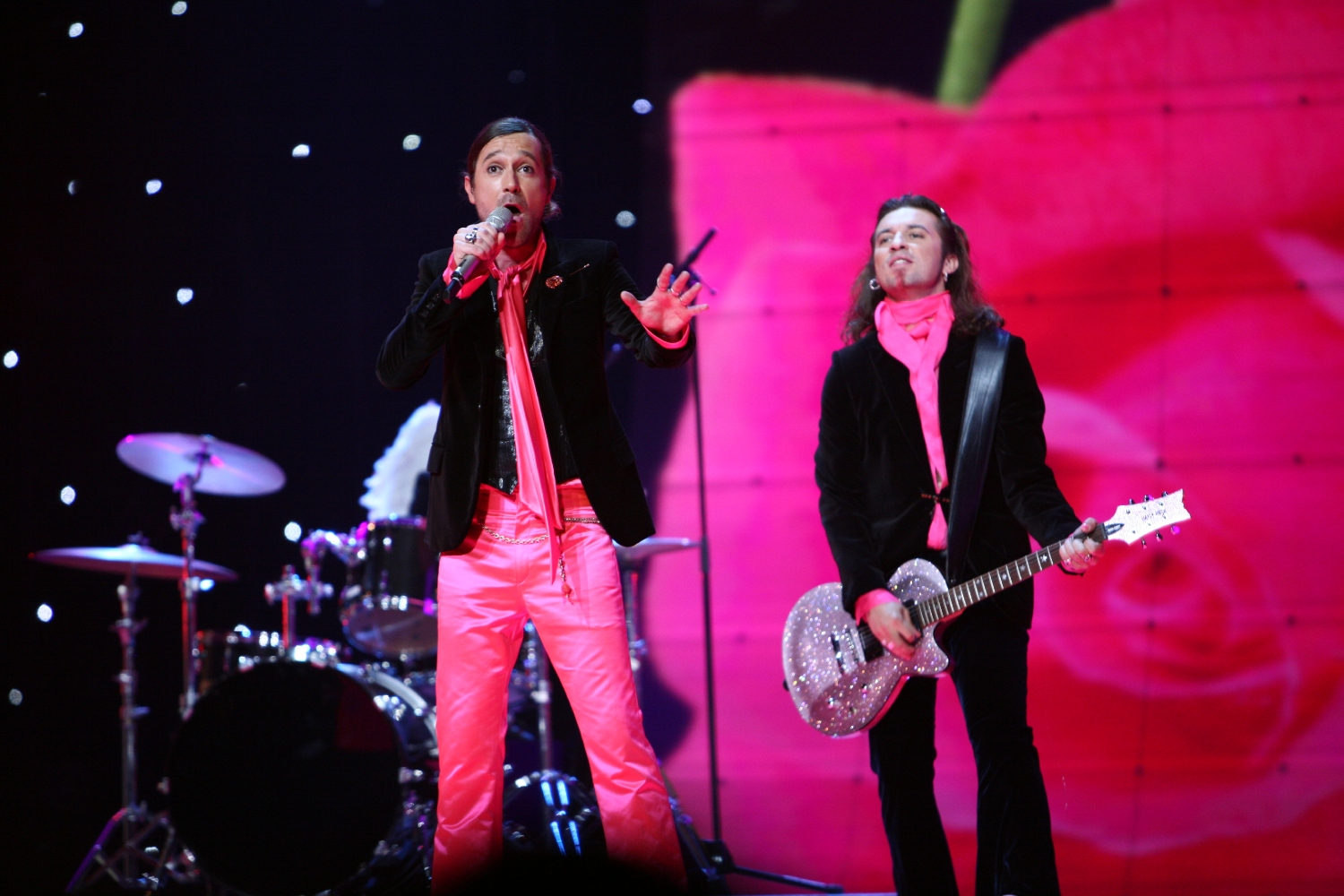
Les Fatals Picards tijdens hun optreden op het Eurovisiesongfestival 2007

Frankrijk deed mee aan het Eurovisiesongfestival 2007 het land koos zijn act via een nationale finale. De winnaar van de selectie werd de band Les Fatals Picards.

## Selectie
Na een paar jaar van interne selecties hield de Franse omroep weer eens een nationale finale. De vijf regionale omroepen mochten elk afzonderlijk finalisten leveren voor deze finale.
Alleen de eerste twee plaatsen werden bekendgemaakt.
| Startplaats | Omroep   | Artiest                 | Lied                     | Plaats |
| ----------- | -------- | ----------------------- | ------------------------ | ------ |
| 1           | France 3 | Les Vedettes            | "Vive Papa"              | —      |
| 2           | France 4 | MAP                     | "Grain de sel"           | —      |
| 3           | France 5 | Jennifer Chevallier     | "Mon étoile"             | —      |
| 4           | France 3 | Les Fatals Picards      | "L'amour à la française" | 1      |
| 5           | RFO      | Medi-T                  | "On and On"              | 2      |
| 6           | France 2 | BZR, Cheb Hamid & Medhi | "Galbi"                  | —      |
| 7           | RFO      | Valérie Louri           | "Besoin d'ailleurs"      | —      |
| 8           | France 4 | Les Wampas              | "Faut voter pour nous"   | —      |
| 9           | France 5 | Charlotte Becquin       | "Je veux tout"           | —      |
| 10          | France 2 | Estelle Lemée           | "Comme un rêve"          | —      |

## In Helsinki
In Finland moest Frankrijk optreden als 13de, net na Zweden en voor Letland. Op het einde van de puntentelling werd duidelijk dat Frankrijk de tweeëntwintigste plaats had behaald met slechts 19 punten.

### Gekregen punten
Nederland en België hadden geen punten over voor deze inzending.

#### Finale
| 12 punten | 10 punten | 8 punten   | 7 punten            | 6 punten |
| --------- | --------- | ---------- | ------------------- | -------- |
|           |           | - Andorra  |                     |          |
| 5 punten  | 4 punten  | 3 punten   | 2 punten            | 1 punt   |
|           | - Albanië | - Litouwen | - Armenië - Estland |          |

### Punten gegeven door Frankrijk

#### Halve Finale
Punten gegeven in de halve finale:
| 12 punten | Turkije   |
| 10 punten | Portugal  |
| 8 punten  | Bulgarije |
| 7 punten  | Servië    |
| 6 punten  | Israël    |
| 5 punten  | Cyprus    |
| 4 punten  | Georgië   |
| 3 punten  | Polen     |
| 2 punten  | Hongarije |
| 1 punt    | Slovenië  |

#### Finale
Punten gegeven in de finale:
| 12 punten | Turkije               |
| 10 punten | Armenië               |
| 8 punten  | Servië                |
| 7 punten  | Roemenië              |
| 6 punten  | Spanje                |
| 5 punten  | Bulgarije             |
| 4 punten  | Oekraïne              |
| 3 punten  | Griekenland           |
| 2 punten  | Rusland               |
| 1 punt    | Bosnië en Herzegovina |

1956 · 1957 · 1958 · 1959 · 1960 · 1961 · 1962 · 1963 · 1964 · 1965 · 1966 · 1967 · 1968 · 1969 · 1970 · 1971 · 1972 · 1973 · 1974 · 1975 · 1976 · 1977 · 1978 · 1979 · 1980 · 1981 · 1982 · 1983 · 1984 · 1985 · 1986 · 1987 · 1988 · 1989 · 1990 · 1991 · 1992 · 1993 · 1994 · 1995 · 1996 · 1997 · 1998 · 1999 · 2000 · 2001 · 2002 · 2003 · 2004 · 2005 · 2006 · 2007 · 2008 · 2009 · 2010 · 2011 · 2012 · 2013 · 2014 · 2015 · 2016 · 2017 · 2018 · 2019 · 2020 · 2021 · 2022 · 2023 · 2024 · 2025